# Walter Mogg
Walter Mogg (* 20. August 1937 in Nagold; † 14. November 2021 in Sirchingen) war ein deutscher Hochschullehrer und Politiker (SPD).

## Leben und Beruf
Walter Mogg absolvierte eine Lehrerausbildung. Bei einem Faschingsball in Liebenau lernte er 1960 seine Frau kennen und heiratete sie 1965 in Pfalzgrafenweiler. Die kirchliche Trauung fand in Nagold statt. Zu diesem Zeitpunkt studierte Mogg nochmals, denn sein großes Interesse gehörte der Politikwissenschaft. Ab 1966 baute er als Assistent an der Universität Hohenheim den Politik-Lehrstuhl mit auf und arbeitete über „Internationale Beziehungen“.
1969 trat Mogg im Bann der Ostpolitik von Willy Brandt in die SPD ein, „ohne jedoch selbst politisch aktiv zu sein“ (Mogg).
Die Familie lebte zwischenzeitlich in Reutlingen und baute ein Eigenheim in Sirchingen.

## Politik
1978 begann Mogg politisch aktiv zu werden, indem er den Uracher SPD-Ortsverband bei Sitzungen des Kreisverbandes vertrat. Eine Landtagskandidatur 1980 lehnte er zunächst ab, weil sich der Wahlkampf nicht mit der Lehrtätigkeit an der Uni unter einen Hut bringen ließ.
Vier Jahre später kandidierte er für den Landtag. Mogg erhielt im parteiinternen Duell gegen den Wahlkreis Balingen erstmals überhaupt das fünfte Zweitmandat für die SPD im Wahlkreis Münsingen-Hechingen. Mogg engagierte sich im Wissenschaftsausschuss.
1996 bei einer „Katastrophenwahl“ verlor er sein Landtagsmandat.
Daraufhin arbeitete er noch zehn Jahre in Hohenheim. Bis 2011 hielt er dort Vorlesungen.

## Familie
Er war verheiratet mit Ursula. Ursula Mogg war Realschullehrerin in Reutlingen und Bad Urach. 17 Jahre lang war sie in Sirchingen im Ortschaftsrat und Mitglied im Gemeinderat Bad Urach. Das Paar hatte zwei Söhne.

### Landtag
- Sprechregister PDF
- Antrag PDF